# Anna Guarini
Anna Guarini (Ferrara, 1563 – Ferrara, 3 maggio 1598) è stata un soprano e liutista italiana.

## Biografia
Figlia del poeta Giambattista Guarini e di Taddea Bendidio, Anna Guarini è stata una delle più famose cantanti e musiciste d'epoca rinascimentale. Aveva studiato liuto con Ippolito Fiorini e con Alberto dall'Occa, che erano tra i più noti virtuosi della cappella ducale estense. Cantava con voce angelica e si accompagnava con il liuto.

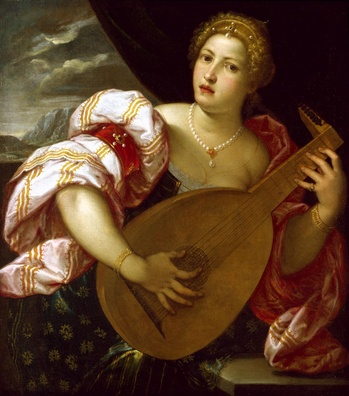
Parrasio Micheli, Giovane che suona il liuto, circa 1570

Il 1º dicembre del 1580, per le sue note doti artistiche, fu chiamata alla corte di Alfonso II d'Este, come damigella d'onore della giovanissima duchessa Margherita Gonzaga - terza e ultima moglie di Alfonso II d'Este - che aveva in mente di formare un suo Concerto delle Donne, cioè un'orchestra da camera segreta e tutta al femminile e perfino un Balletto delle donne.  A corte arrivò infatti un'altra dama, cantate e musicista già famosa: Laura Peperara,  che si mise al servizio della duchessa e nelle coreografie spesso vestì abiti maschili. Nel 1583 una terza cantatrice si unì alle prime due: era Livia d'Arco, che apparteneva ad una famosa famiglia mantovana di artisti. 

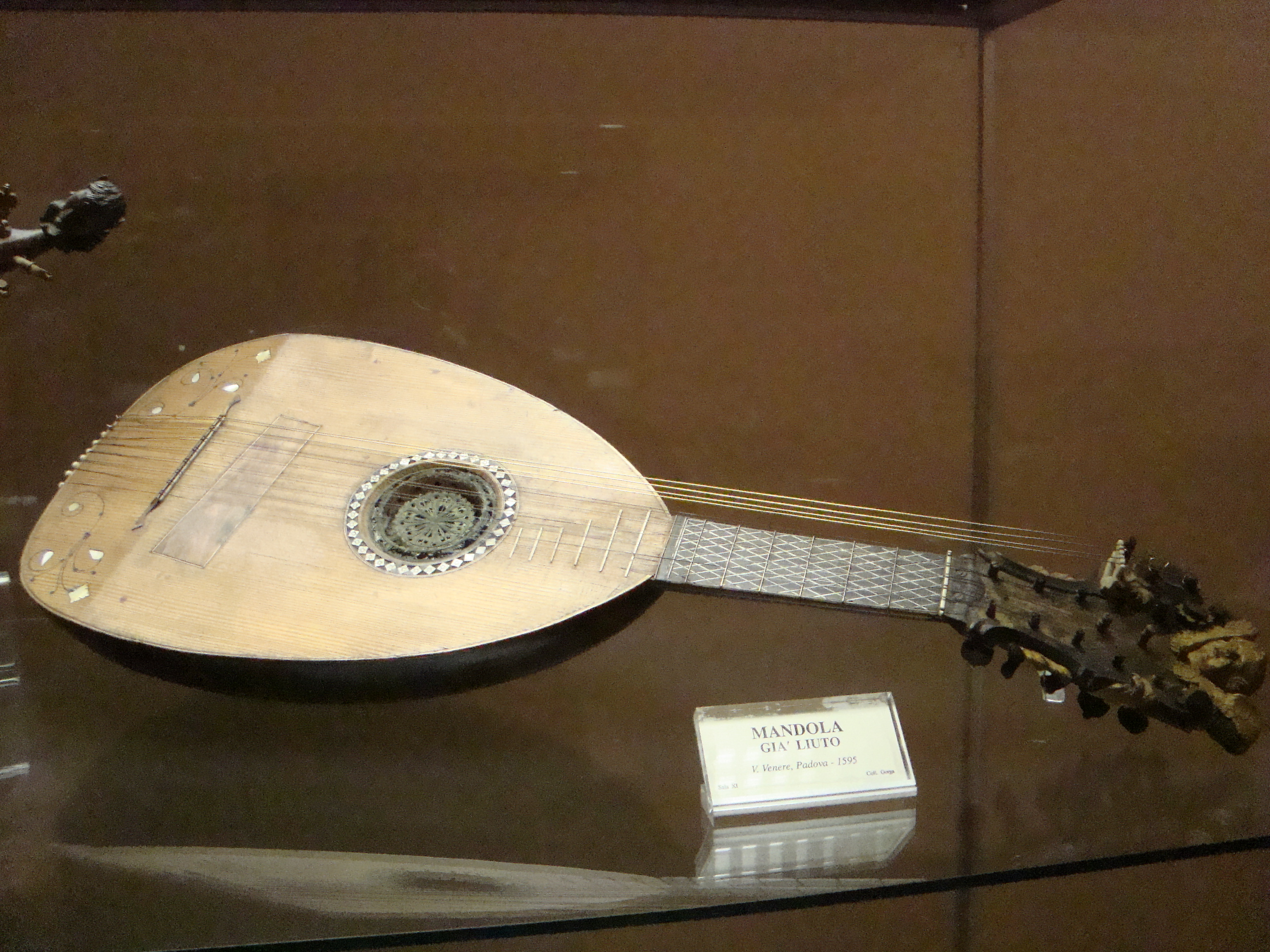
V. Venere, Mandolino-liuto, Padova, 1595 (Museo nazionale degli strumenti musicali, Roma)

Durante la stagione della musica secreta, a carnevale oppure in onore di ospiti illustri, si organizzavano concerti - riservati a pochi intimi della corte - cui contribuivano poeti e musicisti estensi, fra cui Livio Celiano che scrisse le parole di tre madrigali, ognuno dedicato a una delle tre cantanti e musiciste:  se Anna suonava il liuto, Laura si accompagnava con l'arpa e Livia con la viola da gamba. Altre artiste, dame e damigelle, come Eleonora Sanvitale, Tarquinia Molza - musicista e poetessa  - e Beatrice di Lodrone - musa ispiratrice di Torquato Tasso - partecipavano a questi concerti segreti. Le allegrie e i balli, le opere teatrali con musica e il bel canto divennero una caratteristica della festosa e raffinata corte estense, giunta al suo occaso.
Nel 1585 Anna Guarini andò sposa al conte Ercole Trotti. Sembra che abbia avuto una relazione con il conte Ercole Bevilacqua, comandante dei cavalieri ducali e marito di Bradamante d'Este  (1550-1624), figlia naturale di Francesco d'Este. Il duca Alfonso II d'Este fece allontanare Ercole Bevilacqua da Ferrara, perché aveva ordito una congiura che prevedeva l'assassinio per avvelenamento di sua moglie Bradamante e del conte Ercole Trotti. Alfonso II d'Este fece promettere ad Ercole Trotti di rinunciare ad ogni vendetta.

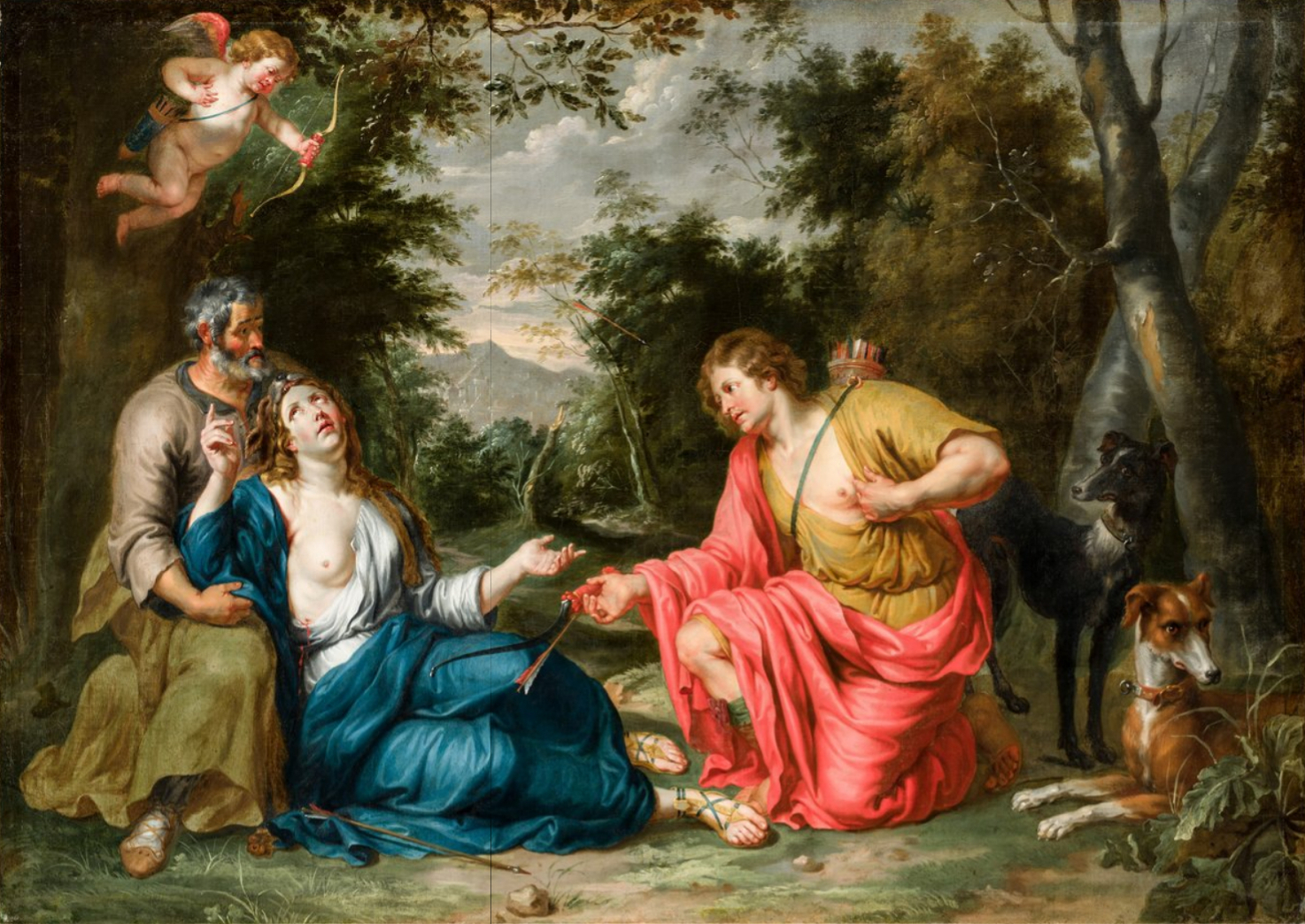
Pieter van Lint, Da Il pastor fido, Silvio e Dorinda, 1690 circa

Dopo la morte di Alfonso II, Il 27 ottobre 1597, e l'elezione di suo cugino Cesare d'Este - non riconosciuto come duca dal papa, con conseguente devoluzione di Ferrara alla Chiesa - Ercole Trotti si ritenne sciolto da ogni impegno con gli Este. 
Il 3 maggio 1598 Anna e Ercole Trotti si trovavano nel palazzo di famiglia di Zenzelino. Con l'aiuto di un sicario, cioè di Girolamo Guarini, fratello di Anna, Ercole Trotti sorprese la moglie mentre dormiva, la uccise a colpi di scure e poi fuggì con il complice nelle terre di Venezia. Il delitto scosse Ferrara, anche perché fu consumato con ferocia ed enorme spargimento di sangue. Nella fase istruttoria del processo, dagli interrogatori dei servi e della balia si ottennero le prove di questo delitto atroce. Come il suo sicario, Trotti fu condannato a morte in contumacia e gli furono confiscati tutti i beni. Cesare d'Este - che fu duca di Modena e Reggio, dal 1598 alla morte - lo protesse, dandogli ospitalità nei suoi domini.
Anna fu sepolta a Ferrara, nella chiesa di Santa Caterina Vegri, del Monastero del Corpus Domini e suo padre Giovanni Battista Guarini dettò l'epigrafe in latino.
Ercole Bevilacqua tornò poi a Ferrara, dove il cardinale Pietro Aldobrandini, legato a Ferrara dal 29 gennaio 1598 al 30 settembre 1605 e nipote del Papa Clemente VIII, lo accolse. Dopo qualche anno anche Ercole Trotti rientrò in patria e, con la seconda moglie, si stabilì nella sua proprietà di Zenzelino, proprio dove aveva consumato il delitto. A Ferrara, il tempo dei balli e dei concerti al femminile era tramontato.